# Departamento Federal de Justiça e Polícia
O Departamento Federal de Justiça e Polícia é um dos sete departamentos do Conselho Federal Suíço, o DFJP.
Como o seu nome indica, este departamento ocupa-se de tudo que se relaciona com polícia e a polícia mas é muito diversificado pois  dos problemas de sociedade como a coexistência dos Suíços com os estrangeiros, o asilo político, a segurança interior e a luta contra a criminalidade. Também fazem parte das suas acções tanto as questões do estado civil ou da nacionalidade como a supervisão dos jogos de azar. Um dos outros campos de acção importante é o da elaboração dos meios e fundamentos de cooperação internacional em matéria de justiça e polícia.

## Serviços
- Escritório federal da justiça
- Escritório federal da migração
- Escritório federal da polícia
- Escritório federal de metrologia
- Instituto Federal Suíço de Propriedade Intelectual